# Christian Osaguona
Ighodaro Christian Osaguona, né le 10 octobre 1990, est un footballeur international nigérian évoluant au Umm Salal SC au poste d'attaquant.

## Biographie

### En club
Christian Osaguona Ighodaro ou Kanu comme le surnomment les supporters nigérians est né le 10 octobre 1990 dans une ville nigériane de l'État d'Edo. Il commence sa carrière professionnelle avec le club beninois Buffles Parakou. Encore jeune, il n'avait pas d'expérience, ces obstacles n'arrêtèrent pas Christian et ce dernier joua titulaire pendant toute la saison. L'année suivante, il revient dans son pays le Nigéria et rejoint le club Shooting Stars Sports Club. En 2013, il signe un contrat avec Enugu Rangers et participe avec ce club à la Ligue des champions de la CAF en 2014. En novembre 2014, il est transféré  au Raja de Casablanca où il signe un contrat de quatre ans jusqu'en 2019. Dès son premier match avec le club Casablancais, il marque un beau but contre le  Club Sportif Sfaxien lors d'un match amical puis il a continué à marquer des buts...
Avec le Raja de Casablanca, il participe à la Ligue des champions d'Afrique en 2015. Le 5 avril 2015, il inscrit deux buts face au club sud-africain des Kaizer Chiefs.
Le footballeur nigérien est devenu un des joueurs étrangers emblématiques du Raja Club Athletic. En juillet 2015, après ses vacances au Nigeria, Enugu Rangers refuse de laisser le joueur retourner à son club le  Raja Club Athletic à cause d'un problème d'argent entre les deux équipes pendant son transfert au club marocain.

### En sélection
En 2014, il est appelé pour la première fois par Stephen Keshi pour disputer un match officiel pour les qualifications à la Coupe d'Afrique des nations de football 2015 et y participa comme remplaçant contre l'Afrique du Sud.

## Carrière
- 2011-2012 :  Buffles Parakou
- 2012-2013 :  Shooting Stars Sports Club
- 2013-2014 :  Enugu Rangers
- 2014-2016 :  Raja Club Athletic[3]